# Asota leuconota
Asota leuconota là một loài bướm đêm trong họ Erebidae.